# Manuel Fettner
Manuel Fettner, född 17 juni 1985, är en österrikisk backhoppare som ingick i det österrikiska lag som vann guld i lagtävlingen vid VM 2013.